# Sylvain Pirmez
Pour les articles homonymes, voir Pirmez.
Sylvain Pirmez, né le 8 janvier 1802 à Châtelineau et mort le 17 avril 1876 à Marchienne-au-Pont, est un magistrat et homme politique belge membre du Parti catholique.

## Biographie
Sylvain Pirmez, né le 8 janvier 1802 à Châtelineau et mort le 17 avril 1876 à Marchienne-au-Pont, est le fils d'Édouard Pirmez, maire de Thuin, et de Rosalie Wyart. Il est le frère de Jean Pirmez, homme politique belge.
Il fait ses études secondaires chez les Jésuites au Collège Notre-Dame de la Paix à Namur et les termine au petit séminaire de Floreffe. Il poursuit avec des études universitaires en droit à la Université catholique de Louvain, d'où il sort en 1822 avec le diplôme de docteur en droit. 
Il s'inscrit alors comme avocat au barreau de Charleroi puis en novembre 1836 est nommé président du tribunal de première instance de Charleroi. Il donne sa démission en mai 1856. Il entreprend parallèlement une carrière politique comme bourgmestre de Marchienne-au-Pont de 1830 à 1836, comme conseiller provincial du Hainaut pour le canton de Fontaine-l'Évêque de 1836 à 1847 et comme sénateur pour l'arrondissement de Charleroi de 1847 à 1848. 
Une loi sur les incompatibilités parlementaires l'oblige à démissionner en 1848 de son mandat de sénateur. Ayant résigné sa charge de président du tribunal en 1856, il se représente aux élections et est de nouveau élu sénateur pour l'arrondissement de Charleroi de 1858 à 1874.

## Distinction
- Commandeur de l'ordre de Léopold en 1870.

## Sources
- Le Parlement belge, 1831-1894, p. 465.
- Stengers J., De Paepe J.-L., Gruman M. e.a., Index des éligibles au Sénat (1831-1893), Bruxelles, 1975.
- Matthieu E., Biographie du Hainaut, Enghien, 1902-1905, 2 vol, II, p. 235.
- Masset P.-A., Histoire de Marchienne-au-Pont, Bruxelles, 1975, p. 261-263.

- Ressource relative à plusieurs domaines :   - ODIS
- Notice dans un dictionnaire ou une encyclopédie généraliste :   - Biographie nationale de Belgique